# Пакеряй
Пакеряй (лит. Pakerai) — деревня на северо-западе Литвы. Относится к Бабрунгскому староству Плунгеского района Тельшяйского уезда.

## География
Находится на возвышенности, в 4 км к южнее города Плунге, на дороге Мажейкяй — Плунге — Таураге. Местность лесистая, рядом протекает река Сруоя-Мажойи.

## Население
| 1959 | 1986 | 2001 | 2011 |
| ---- | ---- | ---- | ---- |
| 214  | 163  | 147  | 154  |